# Борис Тодоров
Борис Стефанов Тодоров е български офицер, генерал-полковник.

## Биография
Борис Тодоров е роден на 6 декември 1924 г. в с. Кондофрей, в местността Мрака, община Радомир. 
През 1932 г. семейството му се премества в София. Учи в XVI прогимназия „Алеко Константинов“ в квартал „Красна поляна“ от 1939 г. и в VII Софийска мъжка гимназия „Черноризец Храбър“. Член на РМС (1939 г.). 
Арестуван по ЗЗД през април 1943 г. и интерниран в лагера Кръстополе и Тодоровци (август-ноември 1943) в Македония. Освободен през ноември 1943 г. От тогава до май 1944 г. е в родното си село.
Участва в комунистическото партизанско движение по време на Втората световна война. От 6 май 1944 г. е партизанин, командир на чета в Радомирския партизански отряд. Партизанин от Трънския партизански отряд (1944) и Радомирския партизански отряд. Командир на чета.
Участва във войната срещу Германия като доброволец във II Гвардейски пехотен полк. Там е командир на стрелкови взвод. Остава на тази позиция до февруари 1945 г. През януари 1945 г. става член на БКП.
Служи в Българската армия в продължение на 46 години. От февруари до октомври 1945 г. учи съкратен курс за танкист във Военното училище и е разпределен в танковите войски. Командир на дисциплинарна рота в Първа танкова бригада в София (октомври-декември 1945). От февруари 1946 г. до декември 1947 г. е последователно командир на танкова рота във Втора танкова бригада и Първа танкова бригада в София. В периода декември 1947-април 1948 г. е временен командир на танкова дружина и временно изпълняващ длъжността заместник-командир по техническата част на Втори танков полк в Казанлък и танковия полк в Стара Загора. От април до юли 1948 г. е временен началник на паркова служба и експлоатация на танковата дивизия в Казанлък. Заместник-командир по техническата част на танковата дивизия в Казанлък (юли 1948-ноември 1950).
Завършва Инженерния факултет на  военната академия на бронетанковите войски „Сталин“ в СССР през 1956 г. със златен медал. Между май 1956 и октомври 1959 г. е заместник-началник по техническата част на УБВТ и АТТ.
Началник на управление „Бронетанкова и автотракторна техника“ на МНО от 1959 г., на управление „Военноремонтни бази и заводи“. От 1964 г. е генерал-майор. По това време е заместник-началник на Главно управление въоръжение и техника.
Началник на Главно управление въоръжение и техника и заместник-министър на Народната отбрана (1971 – 1991). Допринася много за техническото изграждане на Българската армия, в която е известен с прозвището „Цар Тодор“. Народен представител в VII, VIII и IX народни събрания. Умира на 12 декември 2014 г.
Награден със званията „Герой на социалистическия труд“ и Орден „Георги Димитров“ (1984).

## Образование
- XVI прогимназия „Алеко Константинов“, София (1939 – 1943)
- VII Софийска мъжка гимназия „Черноризец Храбър“
- Народно военно училище „Васил Левски“ (февруари-октомври 1945), съкратен курс
- Школа за запасни офицери, курс за командири на роти (декември 1945-февруари 1946)
- Бронетанкова академия, СССР (ноември 1950-май 1956)